# Le Moment
Le Moment a fost un ziar cotidian de limba franceză publicat la București. Ziarul a fost fondat în 1935 de către Alfred Hefter și, potrivit lui Emery Reves, a trecut prin serioase dificultăți și a fost pe cale să intre în faliment în mai 1939. Ziarul și-a încetat apariția în 1940.